# Ridgefield (Washington)
Ridgefield és una població dels Estats Units a l'estat de Washington. Segons el cens del July 1, 2008 tenia 4.314 habitants.

## Demografia
Segons el cens del 2000, Ridgefield tenia 2.147 habitants, 739 habitatges, i 557 famílies. La densitat de població era de 162,5 habitants per km².
Dels 739 habitatges en un 43,8% hi vivien nens de menys de 18 anys, en un 58,6% hi vivien parelles casades, en un 11,8% dones solteres, i en un 24,6% no eren unitats familiars. En el 18,8% dels habitatges hi vivien persones soles el 8% de les quals corresponia a persones de 65 anys o més que vivien soles. El nombre mitjà de persones vivint en cada habitatge era de 2,82 i el nombre mitjà de persones que vivien en cada família era de 3,18.
Per edats la població es repartia de la següent manera: un 29,8% tenia menys de 18 anys, un 7,6% entre 18 i 24, un 29,6% entre 25 i 44, un 22,4% de 45 a 60 i un 10,7% 65 anys o més.
L'edat mediana era de 36 anys. Per cada 100 dones de 18 o més anys hi havia 94,8 homes.
La renda mediana per habitatge era de 46.012 $ i la renda mediana per família de 51.121 $. Els homes tenien una renda mediana de 38.125 $ mentre que les dones 27.426 $. La renda per capita de la població era de 21.696 $. Aproximadament el 4,4% de les famílies i el 6,3% de la població estaven per davall del llindar de pobresa.

## Poblacions més properes
El següent diagrama mostra les poblacions més properes.